# Duttaphrynus kotagamai
Duttaphrynus kotagamai es una especie de anfibios de la familia Bufonidae.

## Distribución geográfica
Es endémica del centro-sur de Sri Lanka, en altitudes entre 150 y 1070 m.

## Estado de conservación
Se encuentra amenazada de extinción por la pérdida de su hábitat natural.